# European Championships 2018/Teilnehmer (Bosnien und Herzegowina)
| Gelbes Symbol für Goldmedaillen mit stilisierten Olympischen Ringen | Graues Symbol für Silbermedaillen mit stilisierten Olympischen Ringen | Braundes Symbol für Bronzemedaillen mit stilisierten Olympischen Ringen |
| ------------------------------------------------------------------- | --------------------------------------------------------------------- | ----------------------------------------------------------------------- |
| —                                                                   | —                                                                     | —                                                                       |

Bosnien und Herzegowina nahm an den European Championships 2018 mit insgesamt acht Athleten und Athletinnen teil.

## Teilnehmer nach Sportarten

### Leichtathletik
Laufen und Gehen 
| Athleten           | Wettbewerb | Vorlauf     | Vorlauf | Halbfinale    | Halbfinale    | Finale        | Finale        | Rang |
| Athleten           | Wettbewerb | Zeit        | Rang    | Zeit          | Rang          | Zeit          | Rang          | Rang |
| ------------------ | ---------- | ----------- | ------- | ------------- | ------------- | ------------- | ------------- | ---- |
| Männer             |            |             |         |               |               |               |               |      |
| Abedin Mujezinović | 800 m      | DSQ         | DSQ     | ausgeschieden | ausgeschieden | ausgeschieden | ausgeschieden | –    |
| Amel Tuka          | 800 m      | 1:46,47 min | 3       | 1:47,24 min   | 13            | ausgeschieden | ausgeschieden | 13   |

 Springen und Werfen 
| Athleten        | Wettbewerb  | Qualifikation | Qualifikation | Finale        | Finale        | Rang |
| Athleten        | Wettbewerb  | Weite/Höhe    | Rang          | Weite/Höhe    | Rang          | Rang |
| --------------- | ----------- | ------------- | ------------- | ------------- | ------------- | ---- |
| Männer          |             |               |               |               |               |      |
| Hamza Alić      | Kugelstoßen | 19,34 m       | 20            | ausgeschieden | ausgeschieden | 20   |
| Kemal Mešić     | Kugelstoßen | 18,70 m       | 27            | ausgeschieden | ausgeschieden | 27   |
| Mesud Pezer     | Kugelstoßen | 20,16 m       | 7             | 19,91 m       | 12            | 12   |
| Dejan Mileusnić | Speerwurf   | 67,16 m       | 28            | ausgeschieden | ausgeschieden | 28   |

### Schwimmen
| Athleten       | Wettbewerb          | Vorlauf        | Vorlauf | Halbfinale    | Halbfinale    | Finale        | Finale        | Rang |
| Athleten       | Wettbewerb          | Zeit           | Rang    | Zeit          | Rang          | Zeit          | Rang          | Rang |
| -------------- | ------------------- | -------------- | ------- | ------------- | ------------- | ------------- | ------------- | ---- |
| Frauen         |                     |                |         |               |               |               |               |      |
| Amina Kajtaz   | 50 m Schmetterling  | 27,56 s        | 29      | ausgeschieden | ausgeschieden | ausgeschieden | ausgeschieden | 29   |
| Amina Kajtaz   | 100 m Schmetterling | 59,65 s        | 16      | 59,54 s NR    | 16            | ausgeschieden | ausgeschieden | 16   |
| Amina Kajtaz   | 200 m Schmetterling | 2:14,85 min NR | 20      | ausgeschieden | ausgeschieden | ausgeschieden | ausgeschieden | 20   |
| Männer         |                     |                |         |               |               |               |               |      |
| Emir Muratović | 50 m Freistil       | 23,19 s        | 45      | ausgeschieden | ausgeschieden | ausgeschieden | ausgeschieden | 45   |
| Emir Muratović | 100 m Freistil      | 50,95 s        | 62      | ausgeschieden | ausgeschieden | ausgeschieden | ausgeschieden | 62   |

## Weblink
- offizielle European Championship Website